# Physcomitrium eurystomum
Physcomitrium eurystomum là một loài Rêu trong họ Funariaceae. Loài này được Sendtn. mô tả khoa học đầu tiên năm 1841.